# طريقي العتيبي
طريقي العتيبي لاعب كرة قدم سعودي ، يلعب في مركز الوسط. كانت بداياته مع نادي الوطني و إنتقل بعدها إلى نادي الصقور.